# أصل الحياة
البحث في أصل الحياة (بالإنجليزية: origin of life)‏ أحد فروع علم الأحياء لكنه يندرج أيضا ضمن اهتمامات العديد من البشر لعلاقته بموضوع شائك هو الحياة بكل ارتباطات مفهومها مع الدين ومع الفلسفة وكافة المعتقدات. وهذا ما يجعل البحث في هذه المنطقة شائكا وعرضة دوما للتشكيك بأنه موجه بعقائد الباحث وإيديولوجيته. ناهيك عن التصادم الذي يحدث أحيانا مع مفاهيم أخلاقية وقيمية عامة في المجتمع.
يهتم هذا العلم فعليا بدراسة الشروط الضرورية لنشأة الحياة، والآليات التي يمكن بها تحول ما ليس بحي إلى حي لكن هذه الاليات لا تزال غير مؤكدة حتى الآن. ومع ذلك، توجد العديد من النظريات العلمية لتفسير ظهور الحياة كما نعرفها اليوم، الذي يعتقد أنه يعود تاريخها إلى حوالي 3,5 إلى 3,8 مليارات سنة.
لنظرة عامة حول نشأة الحياة على الأرض انظر: الخط الزمني للحياة.

## تاريخ الأفكار حول أصل الحياة
منذ أيام أرسطو في القرن الرابع قبل الميلاد، كان الاعتقاد السائد والشائع في أوروبا أن الحياة نشأت فجأة (نظرية التوالد الذاتي) وتلقائيا من ضمن مادة غير حية بألية دعوها: التخلق اللاحيوي abiogenesis. إلا أن تجارب لويس باستور في القرن الثامن عشر وضعت شكوكا قوية حول هذه النظرة فقد أثبت باستور ان الوسط العقيم لا يمكن إلا أن يبقى عقيما أي أنه لن تظهر به أي شكل من أشكال الحياة ما لم تدخله إحدى المكونات الحية. كانت نظريته تقول أيضا أن الكائنات الحية المعقدة لا تأتي إلا من أشكال معقدة للحياة وبالتالي كانت أفكاره أساسا للتخلق الحيوي Biogenesis الذي يشكل أساس مقولة «كل الحياة تأتي من البيضة» omne vivum ex ovo.
لاحقا سيضع داروين نظريته في التطور والتي ستحدد آليات يمكن بها نشوء حياة معقدة بدءا من كائنات حية أبسط.

## نظريات علمية اهتمت بأصل الحياة
كان التصور الأول لأصل الحياة يتخذ شكل الخرافة أو الأسطورة أو النظريات التي لا دليل عليها. بمرور الوقت ـ وخاصة بعد تجربة القارورة لباستور ـ استطاع الإنسان أن يفكر تفكيرا علمياً حرا في المسألة. فقد تم وضع العديد من النظريات التي تبحث عن أصل الحياة وهي:
1. التخلق اللاحيوي Abiogenesis: تفترض هذه النظرية أن منشأ المادة الحية لأول مرة كانت نتيجة تفاعل بعض المواد الغير حية، حدثت عند ظروف خاصة جداً. وتحتوي هذه النظرية على عدة فرضيات وأشهرها: فرضية عالم PAH وفرضية عالم الرنا ونظرية عالم الحديد-الكبريت.
2. البانسبيرميا أو فرضية جميع البذور Panspermia: هي فرضية تقول بأن حبوب  الحياة كانت موجودة مسبقاً منذ نشوء الكون، وأنها وصلت إلى كوكب الأرض وبدأت بالارتقاء بسبب قابليتها للحياة. فرانسيس كريك هو من أشهر مؤيدي هذه الفرضية [1] وقد وضع نظرية البانسبيرميا الموجهة Directed panspermia التي تقول بإنه يمكن حساب احتمالية إصابة البذور لهدف معين من {\displaystyle P(target)={\frac {A(target)}{\pi (dy)^{2}}}={\frac {ar(target)^{2}v^{2}}{(tp)d^{4}}}} حيث أن A(target) هو مساحة المقطع العرضي للهدف، وdy هي قيمة عدم اليقين للمكان الذي سيصل إليه البذور، وa هو ثابت (يعتمد على الوحدات الموجودة)، وr(target) هو نصف قطر لمساحة الهدف، وvهو سرعة المسبار -أو المذنب- الذي ينقل البذور، و (tp) هي قيمة دقة الاستهداف، وd هي بعدها عن الهدف.[2]

## ظهور الحياة
حدد جون ماينارد سميث John Maynard Smith وإيورز سزاثماري Eors Szathmary ثمانية خطوات رئيسية في الجينات لكي يحدث التطور، ثلاثة منها جعل منا نشك بأن الحياة ظهرت على الأرض:
1. قيام الحمض النووي RNA World بإنشاء عملية لتخليق البروتين الموجه للتعليمات المشابهة لتخليق البروتين الحديث protein synthesis.
2. في وقتاً ما، كل هذه المركبات الكيميائية الحيوية تغلف (تكبسل) بواسطة غشاء (بالرغم من أن التوقيت الدقيق للكبسلة تبقى موضع نزاع بين العلماء)
3. تنقل خاصية الحمض النووي RNA لتخزين المعلومات إلى الحمض النووي DNA بطريقة ما بحيث يكون استرجاع المعلومات أسهل.

أقترح جون ديزموند برنال John Desmond Bernal ثلاثة خطوات وهي:
1. ظهور المونيمرات العضوية.
2. تتحول إلى بوليمرات عضوية.
3. تتطور من الجزيئات إلى خلايا.

في الواقع لا يوجد نموذج «موحد» لوصف أصل الحياة، إلا أن النموذج الأكثر شيوعاً وقبولاً والتي تعتمد على الفرضيات العلمية هي:
1. بعض الشروط المناسبة التي أتت في ما قبل الحياة prebiotic، أدت إلى تكون جزيئات عضوية بسيطة والتي هي أساس الحياة.
2. تشكلت ليبيدات الفوسفات phospholipids تلقائياً، والتي هي التركيبة الأساسية للأغشية الخلوية.
3. لآليات التي تنتج فيها الحمض النووي RNA (الحمض النووي الريبوزي)، قادرة على إنتاج إنزيمات للحمض النووي RNA في ظروف خاصة جداً لاتتكرر. وكانت هذه أول شكل من أشكال الجينات، والتي تتكون بسببها فيما بعد الخلايا الأولية protocellules.(أنظر فرضية RNA العالم)[5]
4. إن أنزيمات RNA تقوم تدريجياً بالاستعاضة عن البروتين والإنزيمات، وذلك بفضل ظهور الريبوزايمات ribozymes (وهي RNA ذو فعالية أنزيمية) وهي قادرة على تخليق البروتين.
5. يحل الحمض النووي DNA محل الحمض النووي RNA مدعمةً بالجينات وفي الوقت نفسه تكمل البروتين الرايبوزايمات، مكونةً الرايبوسوم ribosome. بظهور هذه التراكيب، بدء التنظيم الحالي للكائنات الحية.

الخطوتين 2 و3 يمكن أن تكونا العكس، حيث أن كلاهما يمكن أن يحدثا بعد التناسخ الذاتي للحمض النووي RNA.

## تجربة يوري-ميلر

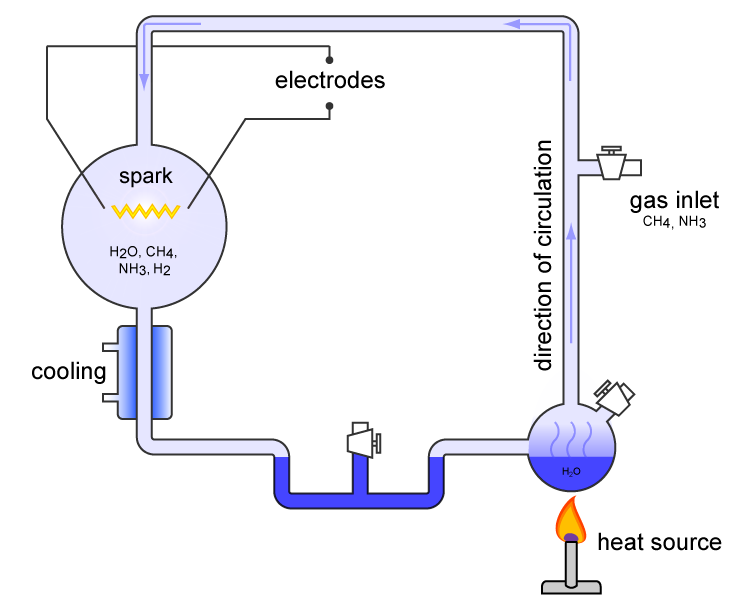
تجرية يورى وميلر

يوري وميلر عالمان أمكنهما إجراء تجرية عام 1953 لتحضير أحماض أمينية بسيطة باستخدام المكونات التي يعتقد أنها كانت تكون القشرة الأرضية قديماوهى: (الماء، الميثان، الأمونيا، الهيدروجين)، وأقيمت هذه التجربة في جامعة شيكاغو
كما أن الجزيئات العضوية الأخرى التي حصلوا عليها هي اللبنات الأساسية للحياة، بما فيها اليوريا، والفورمالدهيد، وسيانيد الهيدروجين، والقواعد والأحماض الأمينية. وبعض هذه المركبات الناتجة وجدت بنسبة أكبر من 2%.
الأحماض الأمينية المتكونة كانت تشبه تلك الأحماض التي تكون سلاسل بروتين البروتوبلازم إلا أنها كانت أبسط كثيرا.
الشيء الأهم أنها طبعا كانت خالية من الحياة أو النشاط البيولوجى، ولم يعط العالمان أو غيرهما تفسيرا مقنعا لأحداث النشاط البيولوجى لأول مرة.
تعد التجربة دليلا على النشأة الأرضية للحياة.. ولكنها ـ كباقى التجارب ـ لا تشرح آلية ذلك..

## الدين وأصل الحياة
تؤمن جميع الأديان بنظرية الخلق.
المسلمون يؤمنون أن الإنسان خلق من تراب.. وأن الماء هو أصل كل شيء حى. بحسب ما جاء في القرآن: «وَجَعَلْنَا مِنَ الْمَاءِ كُلَّ شَيْءٍ حَيٍّ أَفَلَا يُؤْمِنُونَ» (سورة الأنبياء: 30) ولذلك فإن للأحياءأصلا أرضيا (يوافق ذلك نظرية الأصل الأرضى).
يعلل الإسلام سبب الحياة على وجود الروح وسبب الموت هو خروج الروح التي لا يوجد تفسير لها في الإسلام «ويسألونك عن الروح قل الروح من أمر ربى وما أوتيتم من العلم الا قليلا»
اما اصل الحياة فهو عملية الخلق الذي هو من صفات الله وحده. قال القرآن «يَا أَيُّهَا النَّاسُ ضُرِبَ مَثَلٌ فَاسْتَمِعُوا لَهُ إِنَّ الَّذِينَ تَدْعُونَ مِنْ دُونِ اللَّهِ لَنْ يَخْلُقُوا ذُبَابًا وَلَوِ اجْتَمَعُوا لَهُ وَإِنْ يَسْلُبْهُمُ الذُّبَابُ شَيْئًا لَا يَسْتَنْقِذُوهُ مِنْهُ ضَعُفَ الطَّالِبُ وَالْمَطْلُوبُ» (الحج: 73)
فنظرة الدين الإسلامي هنا واضحة بوجوب وجود خالق للكائنات الحية وتحدي للآلهة الأخرى التي يؤمنون بها أو حتى البشر من دونه أن تخلق شيئا.
وتتفق الشرائع السماوية الثلاثة: في ذات المعنى.. لذا فقد اعتًبر التفسير المادى المجرد في أصل الخلق داعيا إلى الإلحاد.